# Municipio de Orangeville (Indiana)
El municipio de Orangeville (en inglés: Orangeville Township) es un municipio ubicado en el condado de Orange en el estado estadounidense de Indiana. En el año 2010 tenía una población de 658 habitantes y una densidad poblacional de 9,04 personas por km².

## Geografía
El municipio de Orangeville se encuentra ubicado en las coordenadas 38°38′19″N 86°32′41″O / 38.63861, -86.54472. Según la Oficina del Censo de los Estados Unidos, el municipio tiene una superficie total de 72.79 km², de la cual 72,54 km² corresponden a tierra firme y (0,35 %) 0,25 km² es agua.

## Demografía
Según el censo de 2010, había 658 personas residiendo en el municipio de Orangeville. La densidad de población era de 9,04 hab./km². De los 658 habitantes, el municipio de Orangeville estaba compuesto por el 98,48 % blancos, el 0,15 % eran amerindios, el 0,15 % eran de otras razas y el 1,22 % eran de una mezcla de razas. Del total de la población el 0,91 % eran hispanos o latinos de cualquier raza.